# Pleioplectron auratum
Pleioplectron auratum — вид прямокрилих комах родини рафідофорид (Rhaphidophoridae). Описаний у 2019 році.

## Поширення
Ендемік Нової Зеландії. Відомий лише у типовому місцезнаходженні — в ущелині Каннібала на перевалі Льюїса у Південних Альпах на Південному острові. Голотип зібраний у 2007 році.